# Philoglossa mimuloides
Philoglossa mimuloides là một loài thực vật có hoa trong họ Cúc. Loài này được (Hieron.) H.Rob. & Cuatrec. miêu tả khoa học đầu tiên năm 1973.